# 上山容弘
上山 容弘（うえやま やすひろ、1984年10月16日-）は大阪府泉南市出身,泉佐野市在住のトランポリン競技の選手。泉南市立一丘中学校、大阪府立日根野高等学校、大阪体育大学卒業。162 cm、57 kg。所属はベンチャーバンクホールディングス

## 経歴
父親がトランポリンの普及活動を泉州地域で行っていた。その活動の拠点であった泉南市市民体育館で幼少の頃からトランポリンに慣れ親しんでいた。元トランポリン競技の選手で日本トランポリン協会の競技部長を務めた父親の剛（たけし、2007年11月14日に胆管細胞癌のため56歳で死去）の熱心な指導も相まって、才能が開花し、高校1年のときに全日本トランポリン競技選手権大会シンクロナイズドで優勝。翌々年の同大会では個人で優勝。世界トランポリン競技選手権は2005年大会に出場し個人で銀メダル、シンクロナイズドで銅メダルを獲得。2006年のトランポリン・ワールドカップでは8戦中5戦で優勝し、ワールドカップ決勝大会で日本人初となる個人優勝を果たした。
2007年10月23日現在の国際体操連盟ランキングで、上山は357.74点で第1位（ちなみに日本体育大学出身でビッグエス所属の外村哲也は147.52点で第5位・後の2008年北京オリンピック4位入賞者）である。
2007年の世界選手権の個人で3位に入ったため、日本トランポリン協会の規定により、北京オリンピックの日本代表に内定した（日本の出場枠は2）。日本男子のオリンピック出場はシドニー大会以来2大会ぶりである（前回アテネ大会は廣田遥のみの出場）。
2008年北京オリンピックでは予選9位で決勝には進めなかった。2大会連続出場となる2012年ロンドンオリンピックでは、5位入賞を果たした。
29歳という体操競技ではベテランの年齢に達しながらもトランポリン競技普及のために現役を続け、2014年環太平洋体操競技選手権では個人・シンクロの2冠を達成し、未だトップクラスでの活躍を続けていた。
2016年2月21日に掛川市で開催された都道府県対抗選手権を最後に現役を引退したが、2020年東京オリンピックを目指すために2017年に現役復帰。
2018年5月20日、同年11月にサンクトペテルブルク開催される世界トランポリン競技選手権などの代表選考会を兼ねた全日本年齢別選手権に出場、60.225点で優勝したことで世界選手権の代表に決まった。上山は同年8月にジャカルタで開催される2018年アジア競技大会の代表にも選ばれた。

## 主な成績
- 2000年 第37回全日本選手権大会、シンクロナイズド競技優勝（人見雅樹とのペア）
- 2002年 第39回全日本選手権大会、個人優勝
- 2003年 第40回全日本選手権大会、シンクロ優勝（外村哲也とのペア。以下シンクロは同ペア）
- 2004年 第41回全日本選手権大会、シンクロ優勝（2連覇）
- 2005年 世界選手権大会、個人2位、シンクロ3位
  - 第42回全日本選手権大会、個人優勝、シンクロ優勝（3連覇）
- 2006年 2005/2006年ワールドカップシリーズ大会、個人第1戦優勝、第5戦～第8戦4連続優勝、同大会シンクロ第1戦、第4戦、第8戦優勝
- 2005/2006年ワールドカップシリーズファイナル大会、個人優勝、シンクロ2位
  - 第43回全日本選手権大会、個人優勝（2連覇）
  - 第15回ドーハアジア大会4位
- 2007年　世界選手権大会、個人3位、シンクロ優勝団体2位
- 2008年 北京オリンピック、個人予選9位
- 2009年　世界選手権大会、個人で3位
- 2010年　世界選手権大会、個人で3位
- 2012年　Londonオリンピック　トランポリン 個人決勝　5位
- 2013年　世界選手権大会、シンクロで優勝
- 2014年　環太平洋体操競技選手権、個人優勝・シンクロ優勝の2冠を達成
- 2016年 引退
- 2017年 現役復帰